# Distretto di Yurua
Il distretto di Yurua è un distretto del Perù nella provincia di Atalaya (regione di Ucayali) con 1.631 abitanti al censimento 2007.
È stato istituito il 2 luglio 1943.